# Нішапурський шаховий набір
Нішапурський шаховий набір — комплект фігур для гри в шахи (точніше шатрандж), знайдений в іранському місті Нішапур. Його створення відносять до 12 століття. Цей набір є одним з найдавніших і найбільш повних із тих, що дійшли до наших днів. Складається з шістнадцяти фігур бірюзового і п'ятнадцяти фігур фіолетового кольору. Фігури покриті поливою. Нині зберігається в 453-й галереї музею Метрополітен.

## Фігури
- Шах (король) — найбільша фігура з розмірами 5,5/4,4 см. Виготовлена у вигляді королівського трону.
- Вазір (радник) — зроблений у вигляді трохи меншого трону сферичної форми.
- Філь (слон) — на циліндричній підставці розміщена плоска голова з двома відростками у вигляді бивнів слона.
- Кінь — також має циліндричну основу, спереду якої є трикутний виступ у вигляді голови коня.
- Рух (тура) — прямокутна основа увінчана борозною у вигляді символу башти.
- Солдат (пішак) — найменша за розмірами фігура — 3,3/2,9 см. Має форму купола, на якому зверху є горбик.